# Apolinar de Rávena
San Apolinar fue el primer obispo y mártir de la ciudad de Rávena y es su santo patrón.
Según el Martirologio Romano fue ordenado obispo por San Pedro y enviado a Rávena en donde padeció el martirio bajo el emperador romano Tito Flavio Vespasiano. El dies natalis, o fecha del martirio, corresponde al 23 de julio, mientras la memoria litúrgica se celebra el 20 de julio. Según otras leyendas en cambio, habría vivido en el siglo II y fue martirizado poblablemente durante el reinado del emperador Valente.
En el lugar del martirio, en el puerto de Rávena (Classe) se levantó en el siglo VI la iglesia de San Apolinar in Classe. Las reliquias del santo se llevaron en el siglo IX otra iglesia, en la ciudad que en aquel momento adoptó el nombre de San Apolinar Nuovo, y solo regresaron a la antigua basílica en el momento de su reconsagración en el año de 1748.